# Naaf
Een naaf is een onderdeel van een mechaniek voor de bevestiging van een wiel of excentriek op een aandrijfas, as of pen. Een naaf bestaat meestal uit een geboord werkstuk, waarbij, afhankelijk van de toepassing, een lager, een ingebed meeneemelement (bv spiebaan) of via een vaste verbinding permanent verbonden wordt met de bijbehorende as of assen, of de bijbehorende pen. De naaf is altijd onderdeel van een as-naaf-verbinding.

## Naaf tweewielig voertuig

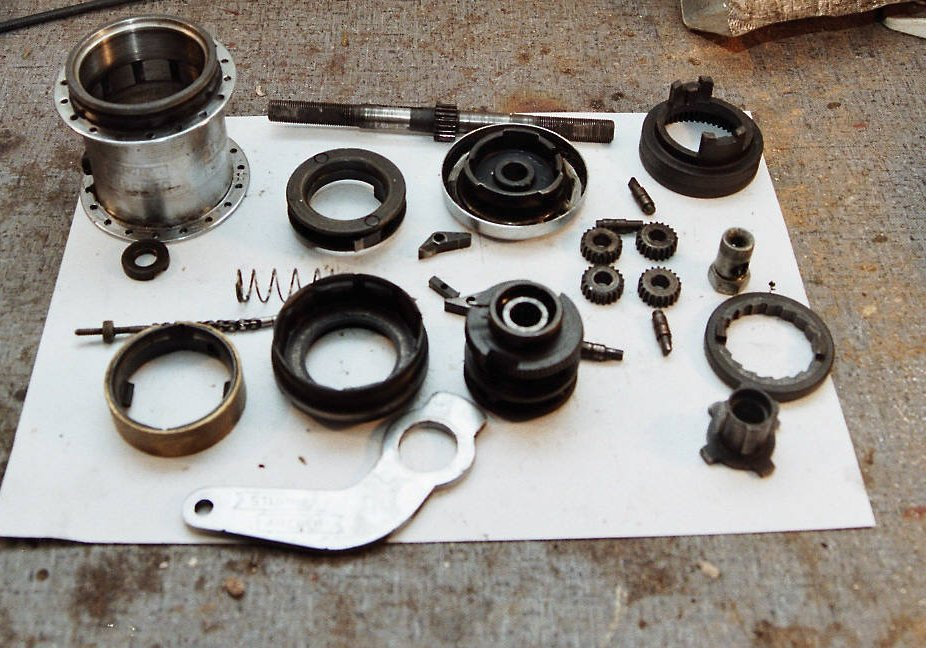
Naaf van een fietswiel met drie versnellingen en terugtraprem in onderdelen.

Een voorbeeld van een naaf in een tweewielig voertuig is de naaf van een fiets-, bromfiets- of autoped-wiel, waar de as doorheen steekt. De as ligt met kogellagers in de naaf die via spaken verbonden is met de velg. Het hele wiel kan dan vrij om de as draaien. Bij de bevestiging van een tandwiel wordt de naaf over het algemeen gefixeerd op de as, bijvoorbeeld met een spie of klembus. In dit geval brengt de naaf dus een wringend moment over. Bij fietsen worden doorgaans instelbare kogellagers toegepast waardoor de wielas niet zonder demontage van de lagers is te verwijderen. Bij motorfietsen komen wel constructies met zogenaamde steekassen voor die zijdelings uit de (vaste) kogellagers kunnen worden geschoven.
De aan twee kanten uitstekende delen van de wielas zijn meestal van schroefdraad voorzien zodat deze door middel van moeren kunnen worden bevestigd aan de uitvaleinden van het frame. Omdat het plakken van een fietsband makkelijker gaat als het wiel eruit is, hebben de meeste sportfietsen een zogenaamde uitvalnaaf, waarmee het wiel uit het frame valt door een hendel om te klappen.

## Naaf vierwielig voertuig

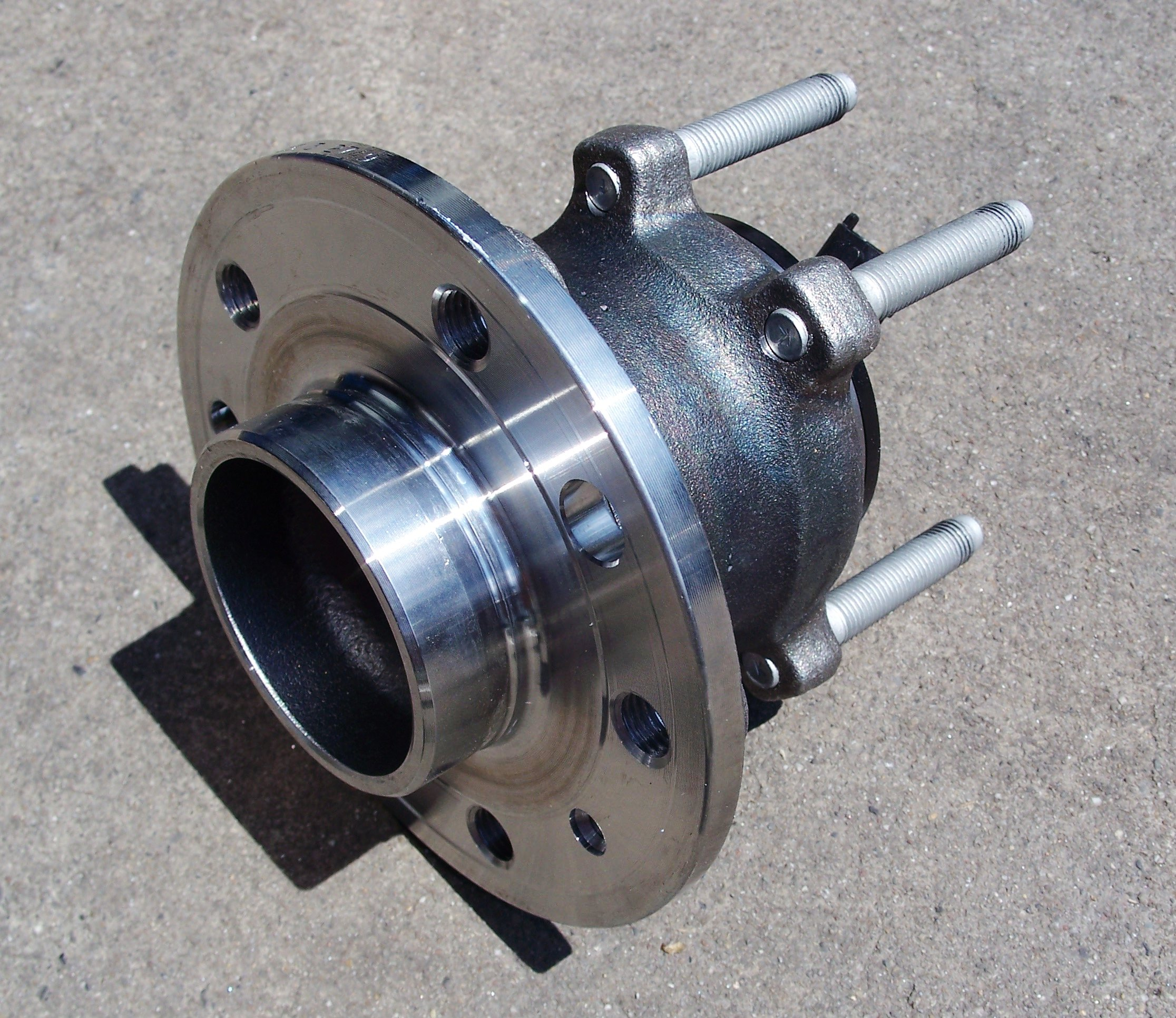
Wielnaaf van een vierwielig motorvoertuig

Bij een vierwielig voertuig zoals bijvoorbeeld een auto of vrachtwagen kan de naaf voorzien van zijn van twee conisch inwendige rollagers. De lagers kunnen ook in een lagerhuis geplaatst zijn dat deel van de veerpoot uitmaakt. Bij de aangedreven wielen zit in de naaf een spiebaan waarin óf een homokineet óf een steekas geschoven is. Aan de wielkant van de naaf is een schroefdraad in de naaf getapt. Hier worden de wielbouten in geschroefd. Soms is de naaf voorzien van tapeinden waarop wielmoeren gedraaid worden. De remschijf of remtrommel zit aan deze kant over de naaf geschoven. De remtang en eventuele ABS-sensor zitten aan de veerpoot vast.

## Overige naven
- Als schroefnaaf, het onderdeel van een scheepsschroef dat bevestigd is op de as en waaraan de schroefbladen bevestigd zijn.
- Een naaf als onderdeel van een windturbine en vormt de verbinding tussen de wieken en de aandrijfas.